# 奇里米多
奇里米多（義大利語：Cirimido），是意大利科莫省的一个市镇。总面积2平方公里，人口2121人，人口密度1060.5人/平方公里（2009年）。ISTAT代码为013068。